# Зай (река)
Зай (Степной Зай) (на руски: Зай, Степной Зай; на татарски: Зәй) е река в Република Татарстан на Русия, ляв приток на Кама (ляв приток на Волга). Дължина 219 km. Площ на водосборния басейн 5020 km².
Река Зай води началото си под името Степной Зай (155 km) от северната част на Бугулминско-Белебеевското възвишение, на 336 m н.в., южно от село Етановка, в югоизточната част на Република Татарстан. Тече основно в посока север-северозапад, предимно в широка и плитка долина, като силно меандрира. Влива отляво в река Кама, при нейния 3 km, на 46 m н.в., на 2 km североизточно от село Берьозовая Грива, в северната част на Република Татарстан. Основен приток река Лесной Зай (63 km, десен). В горното ѝ течение е изградено Карабашкото водохранилище (8 km²), а в средното – Заинското водохранилище (16 km²), водите на които се използват за промишлени нужди, а в основите на преградните им стени са съоръжени ВЕЦ-ове. По долината на реката и в нейния водосборен басейн се експлоатират големи находища на нефт. Долината и е гъсто заселена, в т.ч. градовете Алметевск и Заинск и селищата от градски тип Карабаш и Нижние Мактами.